# Karcsú papsapkagomba
A karcsú papsapkagomba (Helvella elastica) a papsapkagombafélék családjába tartozó, Eurázsiában és Észak-Amerikában honos, nedves talajú erdőkben élő, nem ehető gombafaj.

## Megjelenése
A karcsú papsapkagomba termőtestének süvege 1-6 cm széles, alakja fiatalon nyeregszerű, kétcsúcsú, később alaktalanul fodros is lehet. Színe fiatalon világosabb vagy sötétebb barna; alul fehéres vagy halványbarnás, később szürkésfehér-rózsaszínes árnyalattal. Idősen sötétebbé válik. Mindkét oldalának felszíne sima. Szélei befelé, a tönk irányába fordulnak. A termőréteg a felső oldalon található. 
Húsa viaszszerű, vékony, törékeny. Szaga és íze nem jellegzetes. 
Tönkje 2-11 cm magas és kb. 1 cm vastag. Alakja karcsú, lefelé kissé szélesedik, belül üreges. Krémszínű. Néha a tövénél enyhe hosszanti barázda látható. A süveghez közel finoman pelyhes, egyébként sima.
Spórapora fehér. Spórája elliptikus, sima, mérete 18-24 x 11,5-15 µm; közepén egy nagy, végein több kisebb olajcsepp található.

### Hasonló fajok
A bársonyos papsapkagomba nagyon hasonlít hozzá, de alsó oldala sűrűn szőrös. Összetéveszthető a fodros és a szürke papsapkagombával is.  

## Elterjedése és termőhelye
Eurázsiában és Észak-Amerikában honos. 
Ligeterdők, hegyvidéki tölgyesek, bükkösök nyirkos, mohos talaján, vagy az avaron található meg, általában egyesével vagy kisebb csoportokban. Néha korhadó fahulladékon is megjelenik. Nyár közepétől ősz végéig terem.
Valószínűleg nem mérgező, de ízetlen és újabban felmerült, hogy rokonai rákkeltő anyagokat tartalmazhatnak.     

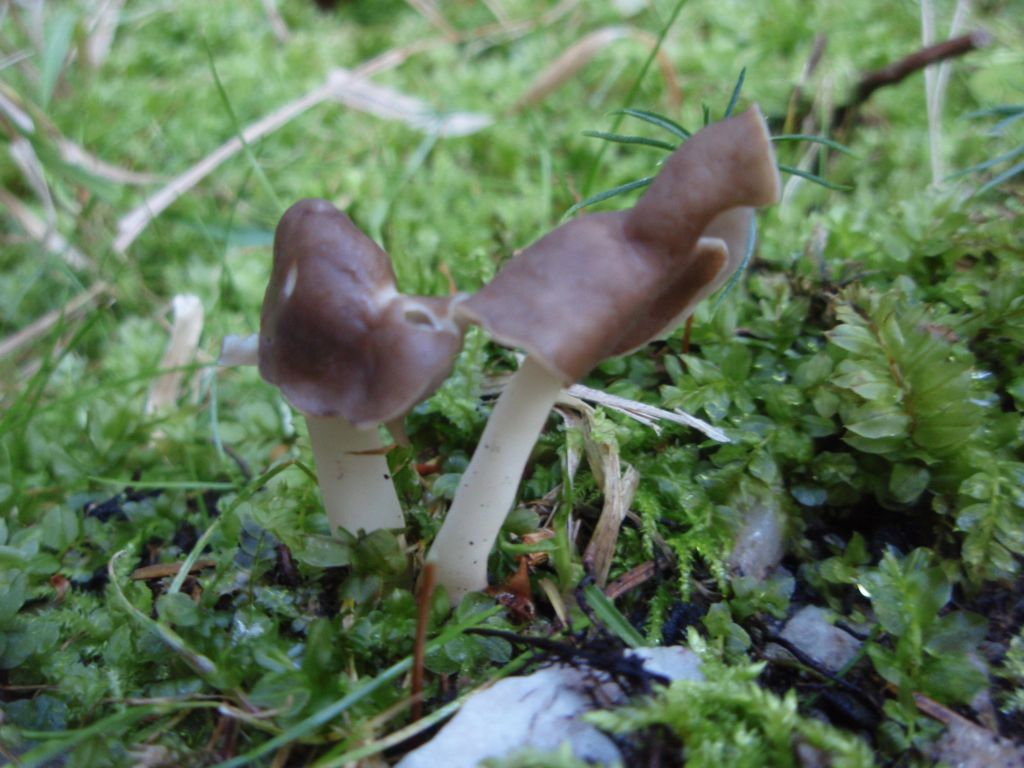
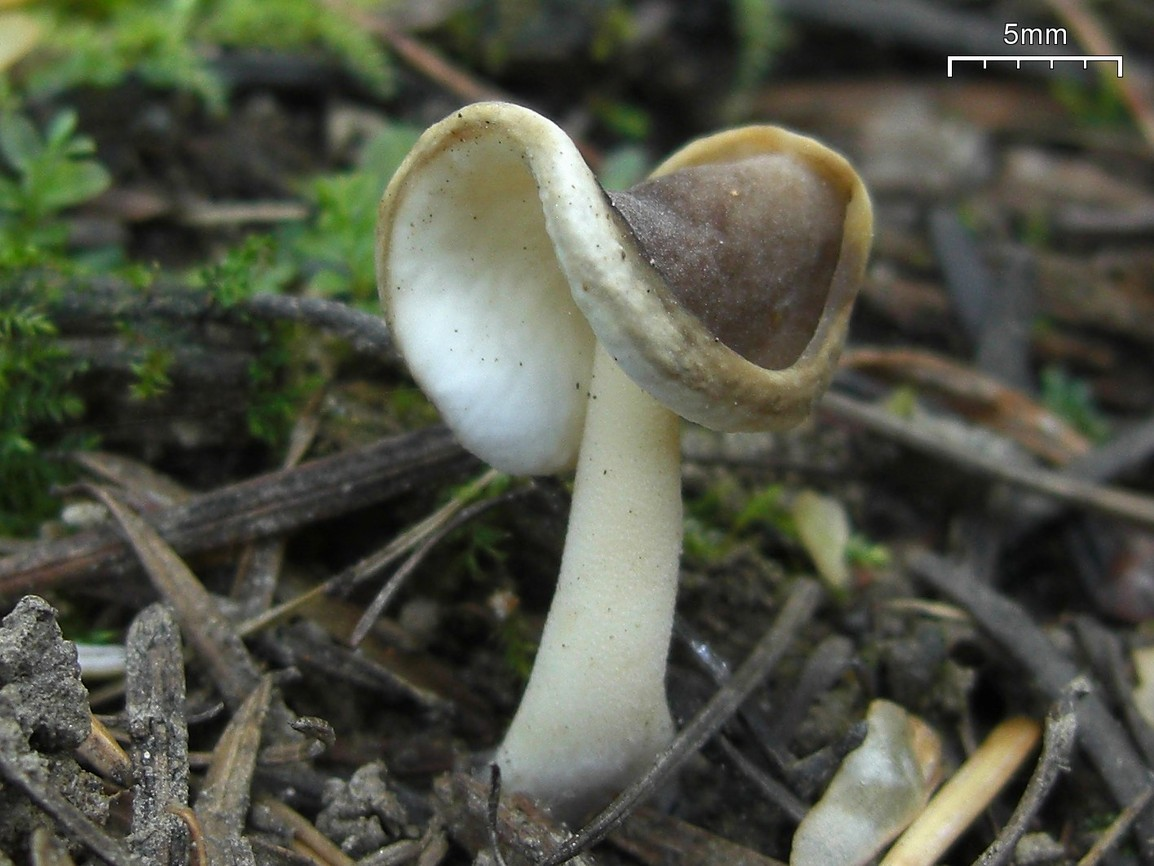
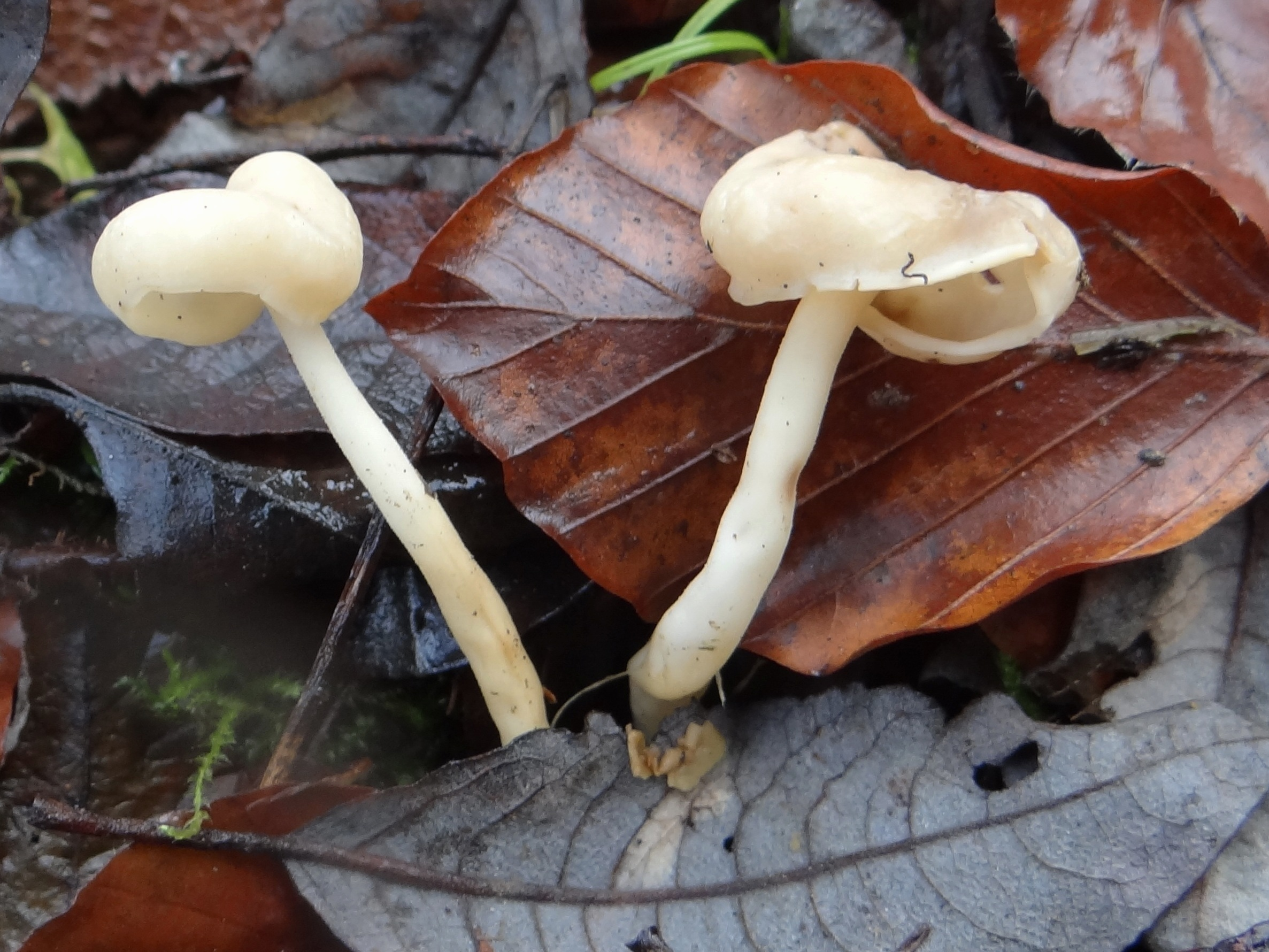
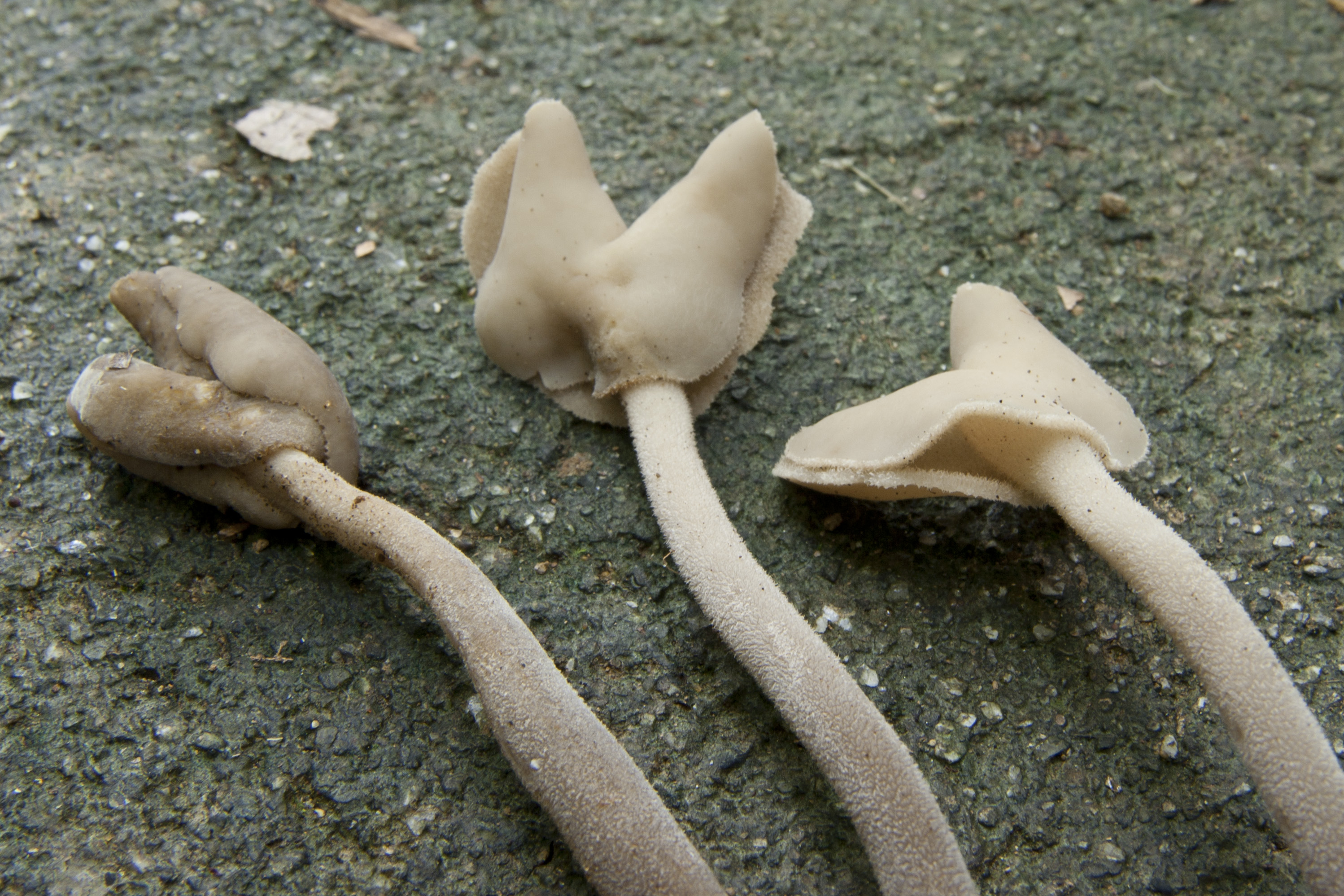
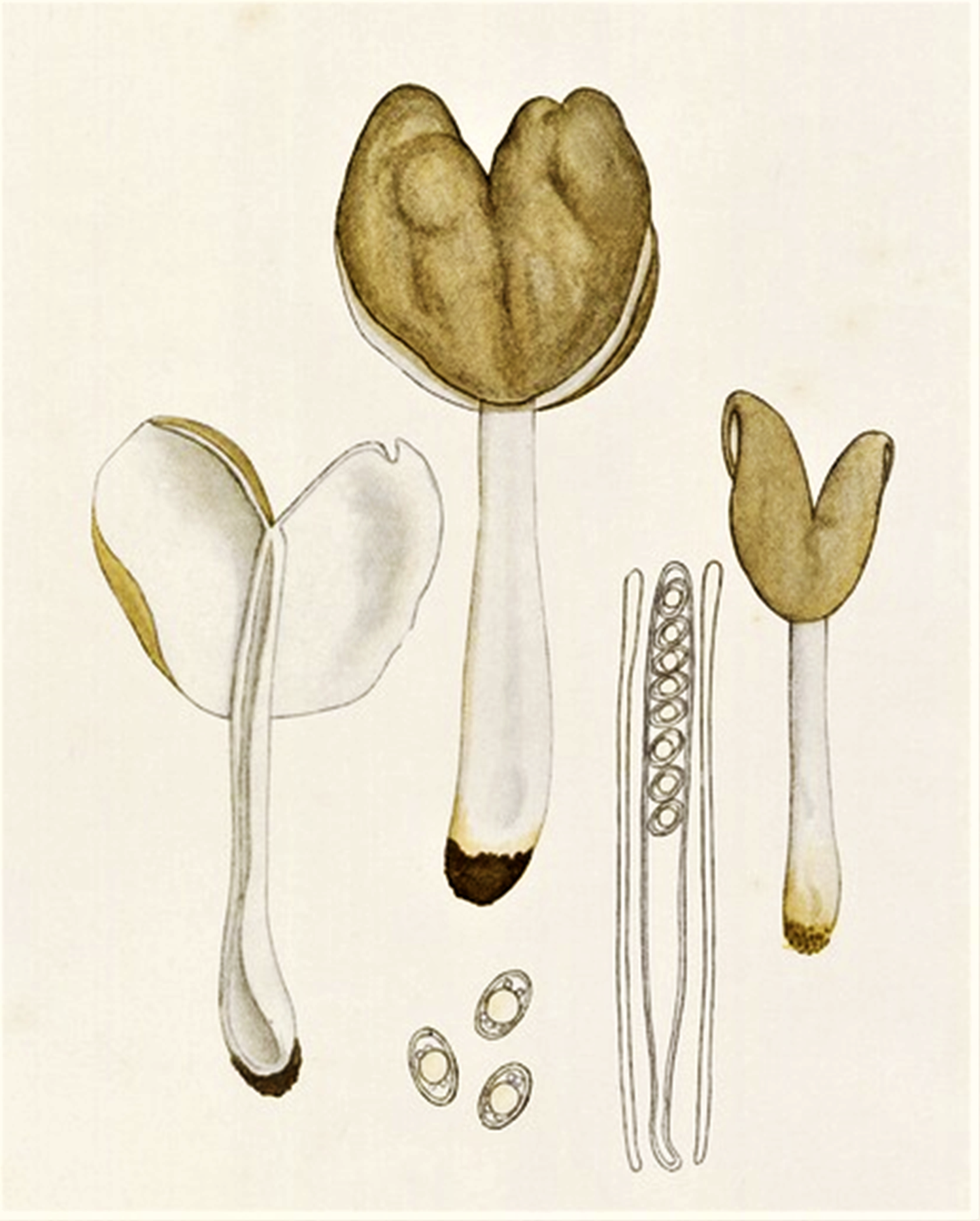